# Władysław Miciek
Władysław Alfred Miciek ps. Młot, Mazepa, Wojewoda vel Władysław Orłowski, vel Jan Kobudziński (ur. 23 maja 1912 w Brzostku, zm. 6 sierpnia 1944 w Warszawie) – polski wojskowy, oficer Polskich Sił Zbrojnych, Armii Krajowej, uczestnik kampanii wrześniowej i walk we Francji, powstania warszawskiego, cichociemny, Kawaler Orderu Virtuti Militari. Znajomość języków: niemiecki. Zwykły Znak Spadochronowy nr 0538.

## Życiorys
Władysław Miciek był synem Józefa i Zofii z Płaziaków. Uczył się w Gimnazjum Państwowym w Jaśle, w 1933 roku ukończył Państwową Szkołę Ogrodniczą w Białej. Podjął studia na Wydziale Ogrodnictwa Ozdobnego Państwowej Szkoły Ogrodnictwa w Poznaniu. 
Od 18 września 1933 uczestnik dywizyjnego Kursu Podchorążych Rezerwy Piechoty przy 4 Pułku Strzelców Podhalańskich 21 Dywizji Piechoty Górskiej, po jego ukończeniu od 2 czerwca 1934 na praktyce jako dowódca drużyny oraz plutonu 3 Pułku Strzelców Podhalańskich. Od 17 września 1934 przeniesiony do rezerwy. Uczestnik ćwiczeń oficerów rezerwy, jako dowódca plutonu oraz kompanii w lipcu – sierpniu 1945 oraz w sierpniu i wrześniu 1937 w 3 Pułku Strzelców Podhalańskich. Awansowany na stopień porucznika ze starszeństwem od 1 stycznia 1937. Od 20 sierpnia 1939 uczestnik kursu w Centrum Wyszkolenia Broni Pancernej, od 30 sierpnia dowódca plutonu i kompanii czołgów 21 Dywizji Piechoty Górskiej.
W kampanii wrześniowej 1939 walczył w macierzystej jednostce, od 20 września w niewoli niemieckiej. 25 września uciekł 13 grudnia 1939 przekroczył granicę z Węgrami. 25 stycznia 1940 wstąpił do Polskich Sił Zbrojnych w Paryżu (Francja), od lutego 1940 przydzielony do 9 Pułku Piechoty 3 Dywizji Piechoty. 
Po upadku Francji ewakuowany do Wielkiej Brytanii z St. Nazaire, 22 czerwca 1940 wstąpił do Polskich Sił Zbrojnych na Zachodzie pod dowództwem brytyjskim, przydzielony do 4 Brygady Kadrowej Strzelców, 9 października 1941 przemianowanej na 1 Samodzielną Brygadę Spadochronową.
Zgłosił się do służby w Kraju. W lutym 1941 uczestniczył w nieudanej akcji dywersyjnej, desancie 6 oficerów: kpt. Mieczysław Kaliciński, por. Kazimierz Bogdziewicz, pod. Kazimierz Dendor, por. Stanisław Kruszewski, por. Ludwik Zwolański na stację transformatorów niemieckich łodzi podwodnych w Mariniao k. Bordeaux (samolot zawrócił do bazy). Przeszkolony ze specjalnością w dywersji na kursach specjalnych dla kandydatów na cichociemnych, m.in. dywersyjno-strzeleckim (STS 25, Inverlochy), sabotażu przemysłowego (STS 17, Brickendonbury Manor), walki konspiracyjnej (STS 38, Briggens), spadochronowym, walki konspiracyjnej, odprawowym (STS 43, Audley End), i in. Zaprzysiężony na rotę ZWA/AK 24 sierpnia 1942, awansowany na stopień porucznika ze starszeństwem od 25 stycznia 1943.
Skoczył ze spadochronem do okupowanej Polski w nocy 25/26 stycznia 1943 w sezonie operacyjnym „Intonacja”, w operacji lotniczej „Screwdriver”, z samolotu Halifax DT-726 „H” (138 Dywizjon RAF) na placówkę „Krzak” 106 (kryptonim polski, brytyjskie oznaczenie numerowe pinpoints), 16 km od Łowicza. Razem z nim skoczyli: ppor. Bronisław Grun ps. Szyb, ppor. Mieczysław Kwarciński ps. Ziut oraz kurier ppor. Stanisław Łuczkiewicz ps. Sęp. 
Po skoku aklimatyzacja do realiów okupacyjnych w Warszawie, od maja 1943 przydzielony jako oficer dywersji do Kedywu Podokręgu AK Rzeszów. Od 5 maja 1944 zastępca szefa Kedywu w Podokręgu, instruktor szkoleń, m.in. wiosną 1943 szkolenia dowódców Obwodu Rzeszów AK w leśniczówce Piątka w Tajęcinie, w lipcu 1943 szkolenia komendantów placówek Obwodu Rzeszów AK, w zimie 1943/1944 szkolenia dowódców patroli dywersyjnych w Obwodzie Dębica AK, kryptonim „Deser”. W nocy 4/5 stycznia 1944 dowódca akcji odbioru zrzutu materiałowego w rejonie Gwoźnicy Górnej. Wraz z kpt. Józefem Lutakiem ps. Dyzma organizator zespołu dywersyjnego pracowników kolei, uczestnik dowodzonej przezeń akcji bojowej, ataku na niemiecki pociąg urlopowy na szlaku Lwów – Kraków.
15 marca 1944 dowódca udanej akcji likwidacyjnej ukraińskiego nacjonalisty, komendanta policji kryminalnej w Kolbuszowej, mordercy Polaków i Żydów, Włodzimierza Halickiego. W kwietniu 1944 współorganizator akcji bojowej „Jula”, przeprowadzonej przy wsparciu żołnierzy warszawskiego Batalionu „Zośka”. W jej wyniku wczesnym rankiem 6 kwietnia 1944 wysadzono most na Wisłoce w rejonie Tryńczy oraz przepust kolejowy w rejonie Rogóżna. W nocy 9 kwietnia pod przejeżdżającym pociągiem wysadzono przepust kolejowy w Nowosielcach. Po aresztowaniu 24 marca 1944 przez gestapo w Krakowie cichociemnego płk. Józefa Spychalskiego, w maju 1944 wraz z cichociemnymi: por. Ryszardem Nuszkiewiczem oraz por. Henrykiem Januszkiewiczem, współorganizator akcji jego odbicia z więzienia w Krakowie lub porwania albo zamachu na dowódcę policji i SS w Generalnej Guberni, generała Wafen-SS Wilhelma Koppego. Z akcji tych zrezygnowano.
W powstaniu warszawskim prawdopodobnie bez przydziału, walczył na Woli. Poległ w akcji bojowej 6 sierpnia 1944 na ulicy Elektoralnej, w rejonie operowania Batalionu „Zośka” Zgrupowania Radosław. Pośmiertnie odznaczony Krzyżem Srebrnym Orderu Virtuti Militari.

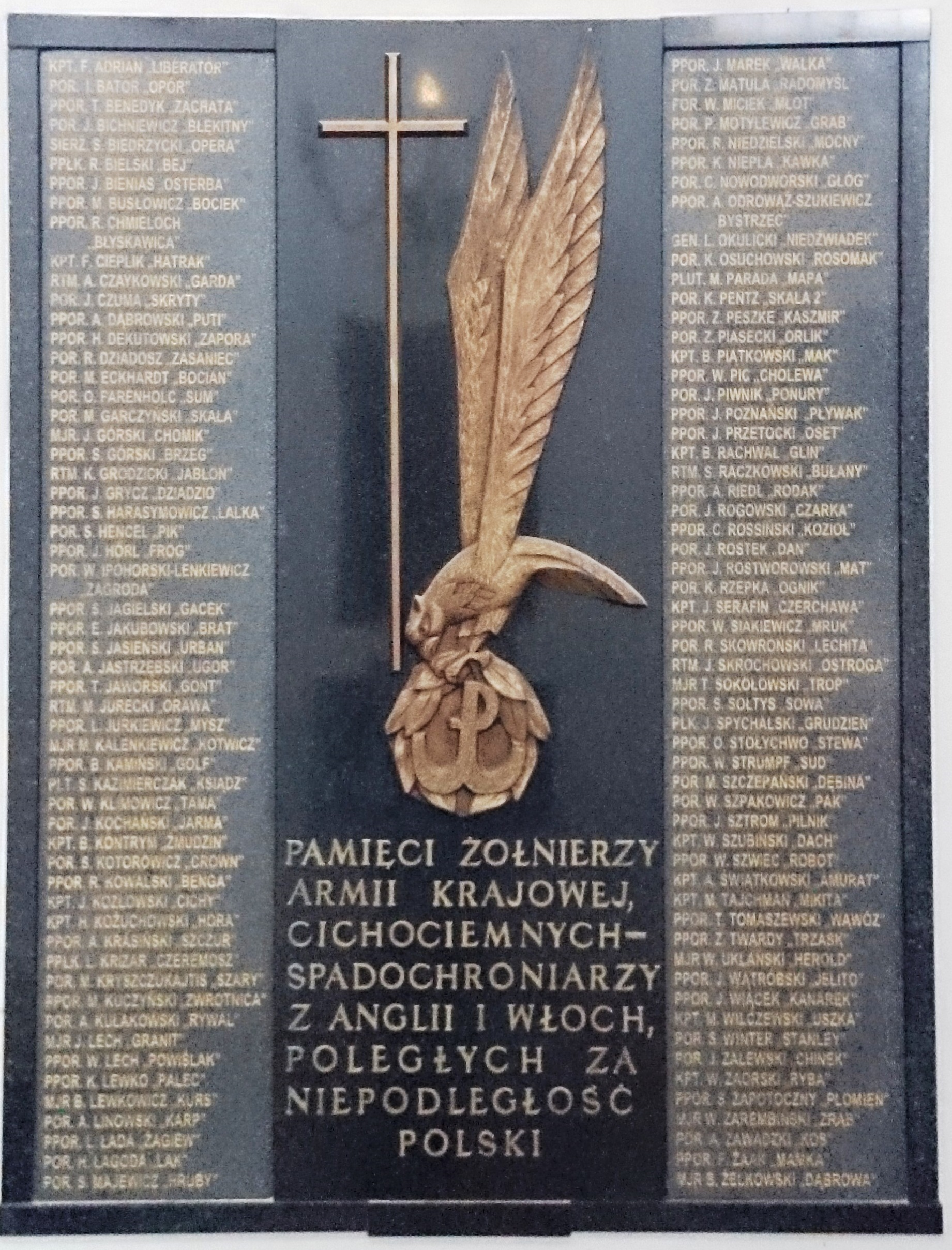
Tablica w kościele św. Jacka w Warszawie, upamiętniająca poległych cichociemnych, w tym Władysława Mićka

## Upamiętnienie
W lewej nawie kościoła św. Jacka przy ul. Freta w Warszawie odsłonięto w 1980 roku tablicę Pamięci żołnierzy Armii Krajowej, cichociemnych – spadochroniarzy z Anglii i Włoch, poległych za niepodległość Polski. Wśród wymienionych 110 poległych cichociemnych jest Władysław Miciek.

## Awanse
- podporucznik – ze starszeństwem od 1 stycznia 1937
- porucznik – ze starszeństwem od 25 stycznia 1943

## Ordery i Odznaczenia
- Krzyż Srebrny Virtuti Militari

## Życie rodzinne
Syn Józefa, kowala oraz Zofii z domu Płaziak. Przed wojną zawarł związek małżeński z Heleną z domu Domańska. Nie mieli dzieci.